# 克利亞恰諾沃
48°27′54″N 22°40′1″E / 48.46500°N 22.66694°E
克利亞恰諾沃（烏克蘭語：Клячаново），是烏克蘭的村落，位於該國西部外喀爾巴阡州，由穆卡切沃區負責管轄，面積2.04平方公里，海拔高度118米，2001年人口1,905，人口密度每平方公里934.74人。